# Río Klang

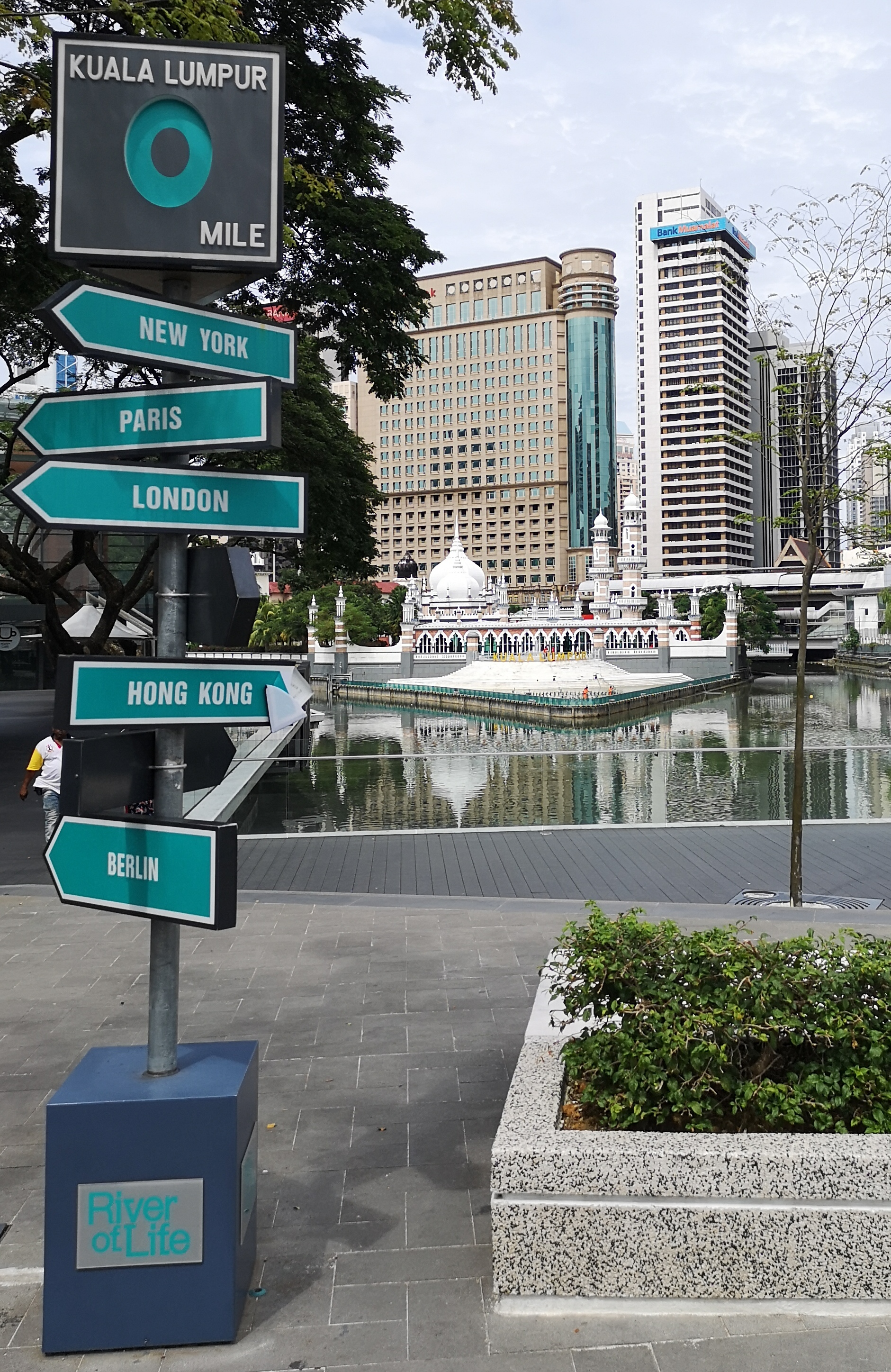
Zero Mile Kuala Lumpur with Sungai Gombak and Sungai Kelang in the background

El río Klang es un río que fluye a través de la ciudad de Kuala Lumpur y el estado de Selangor en Malasia para desembocar en el estrecho de Malaca al oeste. Su longitud es de 120 km y su cuenca abarca unos 1288 km. Este río surte once afluentes principales.
Puesto que fluye a través del valle Klang, que es una zona densamente poblada por más de cuatro millones de personas, está considerablemente contaminado. Grandes proyectos han reducido algunos tramos del río hasta que se asemeja a un gran colector de aguas pluviales, lo que contribuye a las inundaciones repentinas en Kuala Lumpur, especialmente después de fuertes lluvias.
Este río se origina en tierras altas, a 25 kilómetros al noreste de Kuala Lumpur. Se une con 11 afluentes principales que incluyen a los ríos Gombak, Batu, Kerayong, Damansara, Keruh, Kuyoh, entre otros.
En los últimos años, se han visto cocodrilos en ciertos puntos a lo largo del río.